# Seznam predsednikov vlade Danske
Seznam predsednikov vlade Danske je seznam vseh ljudi, ki so opravljali funkcijo predsednika vlade v Kraljevini Danski.  

## 1918-danes